# Le Bourdeix
Le Bourdeix est une commune française située dans le département de la Dordogne, en région Nouvelle-Aquitaine.
Elle est intégrée au parc naturel régional Périgord-Limousin.

## Géographie

### Généralités
Arrosée par la Doue, la commune du Bourdeix est située en Périgord vert, tout au nord du département de la Dordogne. C'est une commune rurale qui fait partie de l'aire d'attraction de Nontron, zonage d’étude défini par l'Insee, qui a remplacé en 2020 l'aire urbaine de Nontron dont elle ne faisait pas partie.
Le territoire communal se trouve en grande partie sur le socle granitique du massif de Piégut-Pluviers.
Le bourg du Bourdeix, traversé par la route départementale (RD) 3, est situé, en distances orthodromiques, six kilomètres et demi au sud-ouest de Piégut et sept kilomètres au nord-nord-ouest de Nontron.
La commune est également brièvement desservie dans le sud-est par la RD 88.

### Communes limitrophes
Le Bourdeix est limitrophe de sept autres communes, dont Augignac à l'est sur environ 400 mètres.
|                                        | Étouars             | Saint-Estèphe |
| Teyjat                                 | du Bourdeix         | Augignac      |
| Javerlhac-et- la-Chapelle-Saint-Robert | Saint-Martin-le-Pin | Nontron       |

### Géologie et relief

#### Géologie
Situé sur la plaque nord du Bassin aquitain et bordé à son extrémité nord-est par une frange du Massif central, le département de la Dordogne présente une grande diversité géologique. Les terrains sont disposés en profondeur en strates régulières, témoins d'une sédimentation sur cette ancienne plate-forme marine. Le département peut ainsi être découpé sur le plan géologique en quatre gradins différenciés selon leur âge géologique. Le Bourdeix est dans le gradin extrême nord-est que constitue le dernier contrefort du Massif central, avec des roches cristallines formées à l'ère primaire, antérieurement au Carbonifère.
Les couches affleurantes sur le territoire communal sont constituées de formations superficielles du Quaternaire et de roches sédimentaires datant pour certaines du Cénozoïque, et pour d'autres du Mésozoïque et du Paléozoïque, ainsi que de roches magmatiques. La formation la plus ancienne, notée γ3-4, fait partie des granodiorites de Piégut-Pluviers, composée de granite à biotite, structure équante, grain moyen à grossier, en massif (Carbonifère supérieur). La formation la plus récente, notée CFp, fait partie des formations superficielles de type colluvions indifférenciées de versant, de vallon et plateaux issues d'alluvions, molasses, altérites. Le descriptif de ces couches est détaillé dans la feuille « no 710 - Montbron » de la carte géologique au 1/50 000 de la France métropolitaine, et sa notice associée.

Carte géologique du Bourdeix.

#### Relief et paysages

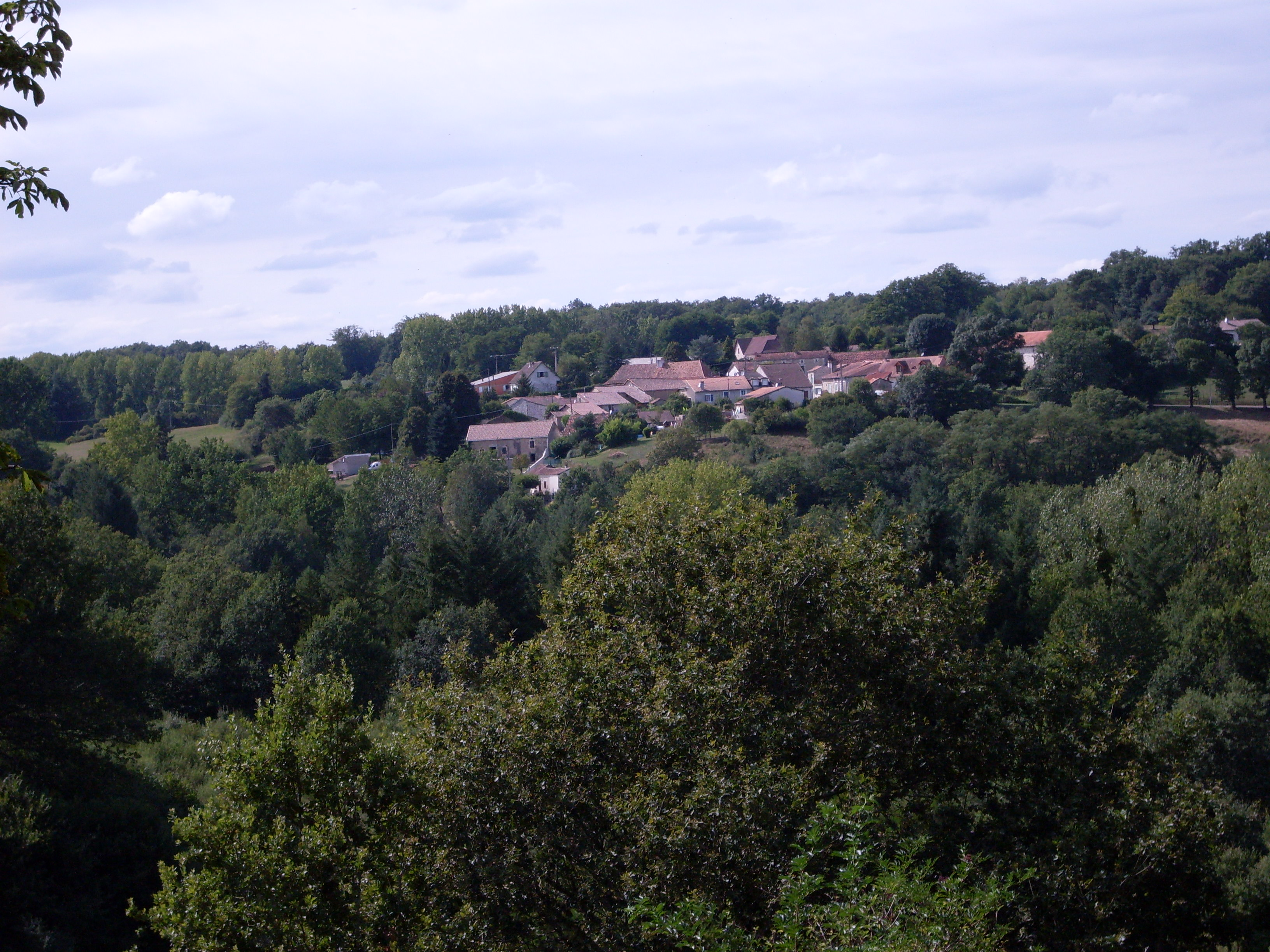
Le hameau de Bouchardière vu depuis le bourg du Bourdeix.

Le département de la Dordogne se présente comme un vaste plateau incliné du nord-est (491 m, à la forêt de Vieillecour dans le Nontronnais, à Saint-Pierre-de-Frugie) au sud-ouest (2 m à Lamothe-Montravel). L'altitude du territoire communal varie quant à elle entre 141 m et 275 m,.
Dans le cadre de la Convention européenne du paysage entrée en vigueur en France le 1er juillet 2006, renforcée par la loi du 8 août 2016 pour la reconquête de la biodiversité, de la nature et des paysages, un atlas des paysages de la Dordogne a été élaboré sous maîtrise d’ouvrage de l’État et publié en octobre 2020. Les paysages du département s'organisent en huit unités paysagères et 14 sous-unités. La commune est dans l'unité paysagère du « Périgord limousin » qui correspond à la région naturelle du Nontronnais. Ce territoire forme un plateau collinaire aux pentes douces et sommets arasés, d’altitude moyenne autour des 300 m dont le point culminant est également celui de la Dordogne. Ce plateau cristallin est vallonné et dominé par les prairies aux horizons boisés. Il est entaillé de vallées profondes aux versants forestiers,.
La superficie cadastrale de la commune publiée par l'Insee, qui sert de référence dans toutes les statistiques, est de 11,69 km2,,. La superficie géographique, issue de la BD Topo, composante du Référentiel à grande échelle produit par l'IGN, est quant à elle de 11,58 km2.

### Hydrographie

#### Réseau hydrographique
La commune est située dans le bassin versant de la Charente au sein du Bassin Adour-Garonne. Elle est drainée par la Doue, le ruisseau de Combas, le ruisseau des Forges et par deux petits cours d'eau, qui constituent un réseau hydrographique de 13,5 km de longueur totale,.
La Doue, d'une longueur totale de 17,45 km, prend sa source dans la commune de Piégut-Pluviers et se jette dans le Bandiat en rive droite à Javerlhac-et-la-Chapelle-Saint-Robert,. Elle traverse le territoire communal sur plus de cinq kilomètres, d'est vers le sud-ouest, servant de limite naturelle sur 900 mètres en deux tronçons, face à Saint-Estèphe et Saint-Martin-le-Pin.
Son affluent de rive droite le ruisseau des Forges arrose la commune sur plus de trois kilomètres dont 800 mètres en limite d'Étouars.
Affluent de rive gauche de la Doue, le ruisseau de Combas borde le sud du territoire communal sur près de trois kilomètres et demi, face à Saint-Martin-le-Pin.

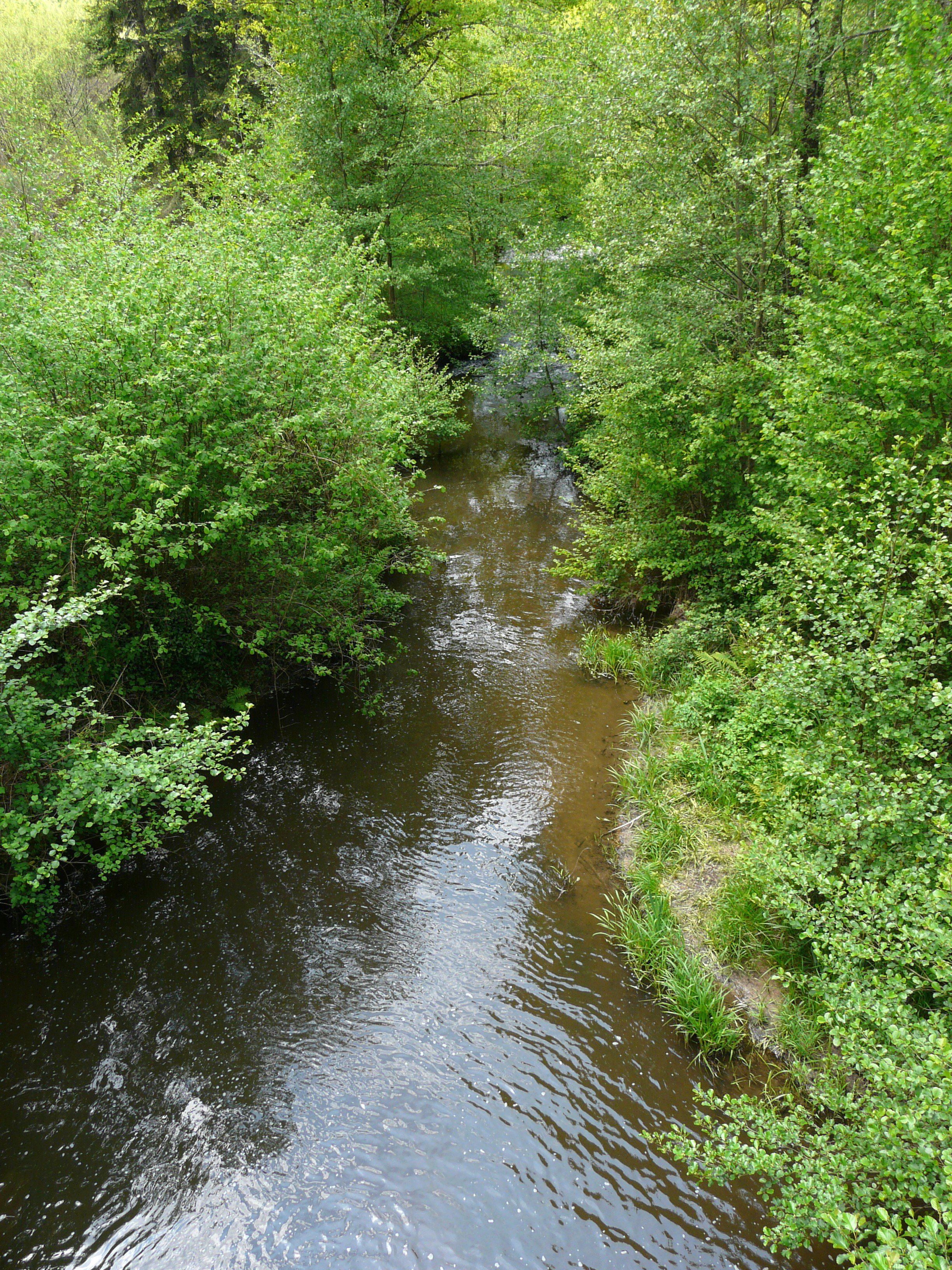
La Doue au pont de la RD 3.
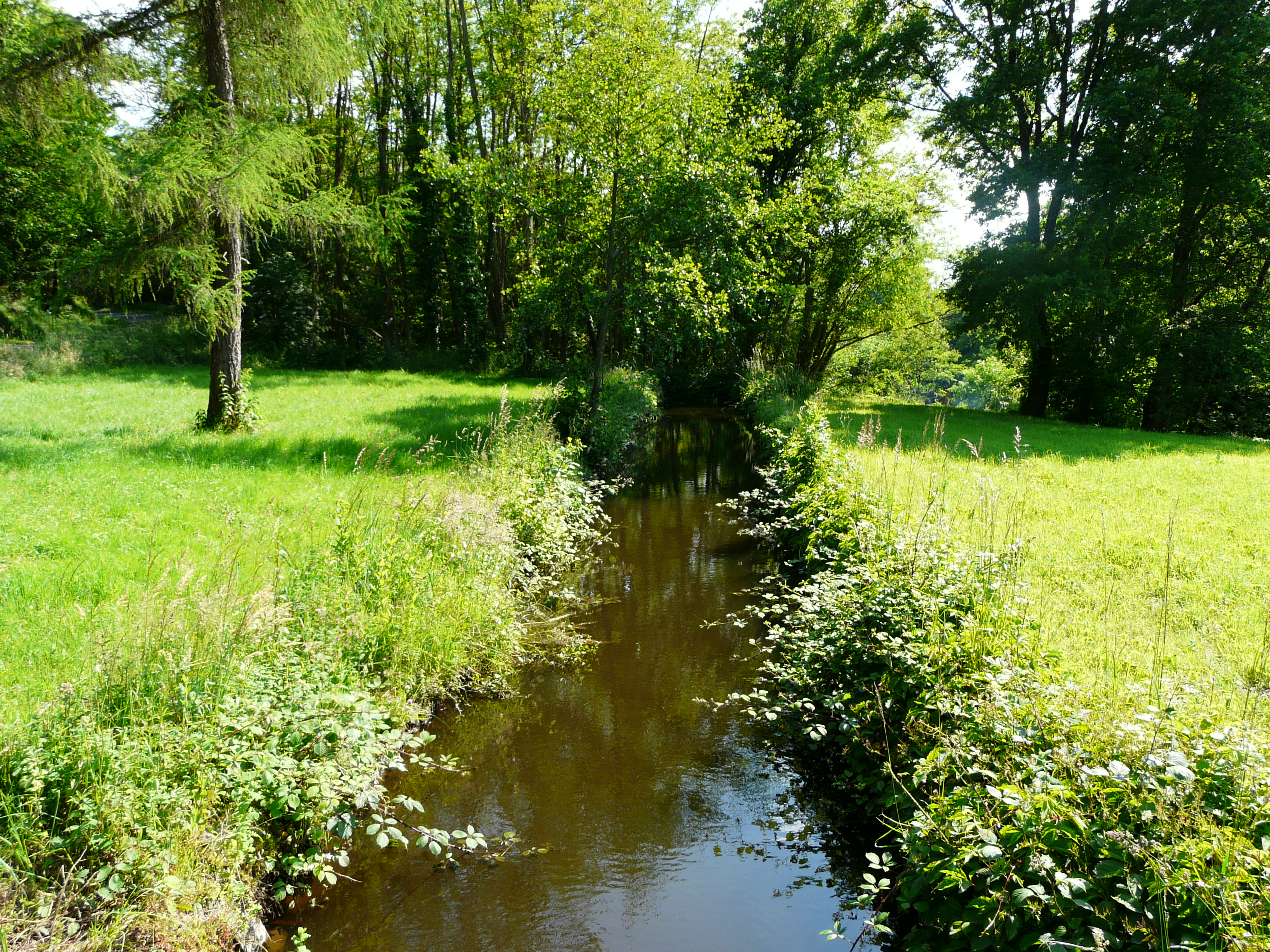
Le ruisseau des Forges au pont de la RD 3.
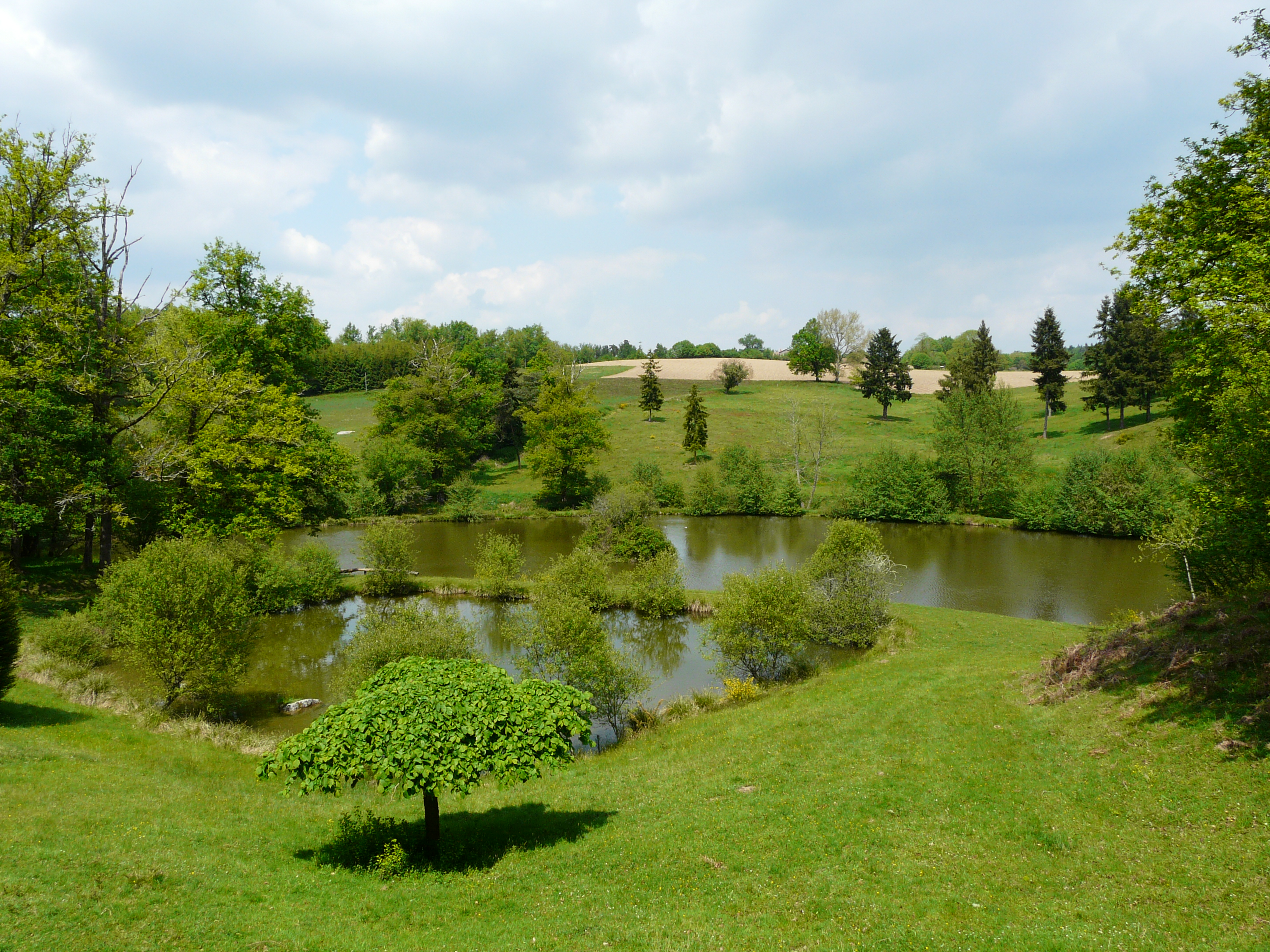
Les étangs de Ligneras alimentés par la Doue.
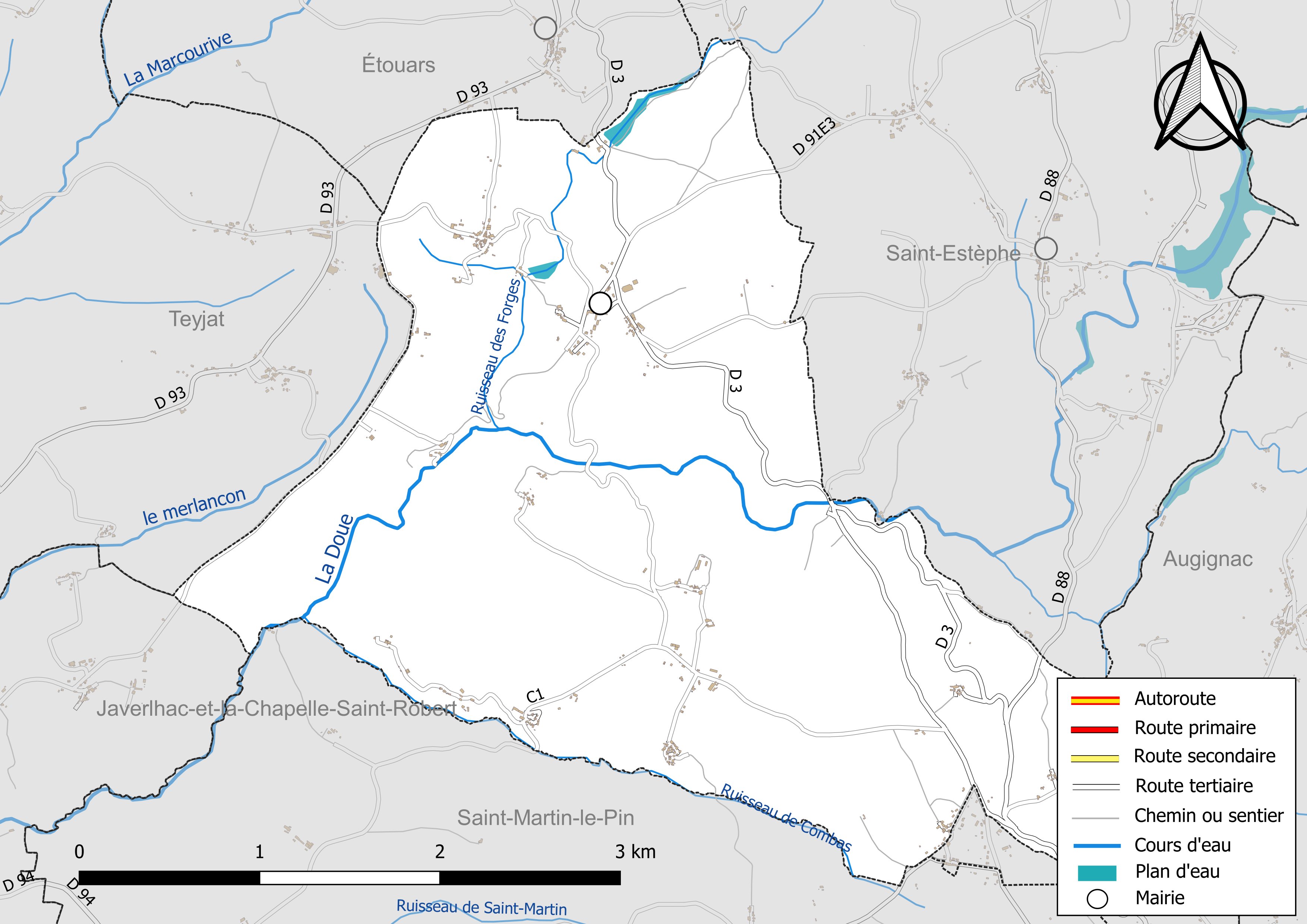
Réseaux hydrographique et routier du Bourdeix.

#### Gestion et qualité des eaux
Le territoire communal est couvert par le schéma d'aménagement et de gestion des eaux (SAGE) « Charente ». Ce document de planification, dont le territoire correspond au bassin de la Charente, d'une superficie de 9 300 km2, a été approuvé le 19 novembre 2019. La structure porteuse de l'élaboration et de la mise en œuvre est l'établissement public territorial de bassin Charente. Il définit sur son territoire les objectifs généraux d’utilisation, de mise en valeur et de protection quantitative et qualitative des ressources en eau superficielle et souterraine, en respect des objectifs de qualité définis dans le troisième SDAGE  du Bassin Adour-Garonne qui couvre la période 2022-2027, approuvé le 10 mars 2022.
La qualité des eaux de baignade et des cours d’eau peut être consultée sur un site dédié géré par les agences de l’eau et l’Agence française pour la biodiversité.

### Climat
Pour des articles plus généraux, voir Climat de la Nouvelle-Aquitaine et Climat de la Dordogne.
Historiquement, la commune est dans une zone de transition entre les climats océaniques aquitain et limousin.  
En 2020, Météo-France publie une typologie des climats de la France métropolitaine dans laquelle la commune est exposée à un climat océanique altéré et est dans la région climatique  Aquitaine, Gascogne, caractérisée par une pluviométrie abondante au printemps, modérée en automne, un faible ensoleillement au printemps, un été chaud (19,5 °C), des vents faibles, des brouillards fréquents en automne et en hiver et des orages fréquents en été (15 à 20 jours).
Pour la période 1971-2000, la température annuelle moyenne est de 11,8 °C, avec  une amplitude thermique annuelle de 14,6 °C. Le cumul annuel moyen de précipitations est de 1 059 mm, avec 12,6 jours de précipitations en janvier et 7,4 jours en juillet. Pour la période 1991-2020, la température moyenne annuelle observée sur la station météorologique la plus proche, située sur la commune de Montembœuf à 22 km à vol d'oiseau, est de 12,7 °C et le cumul annuel moyen de précipitations est de 972,4 mm,. Pour l'avenir, les paramètres climatiques de la commune estimés pour 2050 selon différents scénarios d’émission de gaz à effet de serre sont consultables sur un site dédié publié par Météo-France en novembre 2022.

### Milieux naturels et biodiversité
La commune fait partie du parc naturel régional Périgord-Limousin depuis la création de celui-ci en 1998, adhésion renouvelée en 2011.
Dans leur traversée du territoire communal, les vallées de la Doue et de ses affluents, le ruisseau des Forges et le ruisseau de Combas, sont protégées au titre de la zone naturelle d'intérêt écologique, faunistique et floristique (ZNIEFF) de type I « Vallées du réseau hydrographique du Bandiat » dont la flore est constituée de près d'une centaine d'espèces de plantes, dont deux sont considérées comme déterminantes : l'aigremoine élevée, ou aigremoine odorante (Agrimonia procera) et la jacinthe des bois, ou jacinthe sauvage (Hyacinthoides non-scripta),.

## Urbanisme

### Typologie
Au 1er janvier 2024, Le Bourdeix est catégorisée commune rurale à habitat très dispersé, selon la nouvelle grille communale de densité à 7 niveaux définie par l'Insee en 2022.
Elle est située hors unité urbaine. Par ailleurs la commune fait partie de l'aire d'attraction de Nontron, dont elle est une commune de la couronne,. Cette aire, qui regroupe 19 communes, est catégorisée dans les aires de moins de 50 000 habitants,.

### Occupation des sols
L'occupation des sols de la commune, telle qu'elle ressort de la base de données européenne d’occupation biophysique des sols Corine Land Cover (CLC), est marquée par l'importance des forêts et milieux semi-naturels (56,5 % en 2018), une proportion identique à celle de 1990 (56,5 %). La répartition détaillée en 2018 est la suivante : 
forêts (56,5 %), zones agricoles hétérogènes (24,1 %), prairies (19,4 %). L'évolution de l’occupation des sols de la commune et de ses infrastructures peut être observée sur les différentes représentations cartographiques du territoire : la carte de Cassini (XVIIIe siècle), la carte d'état-major (1820-1866) et les cartes ou photos aériennes de l'IGN pour la période actuelle (1950 à aujourd'hui).

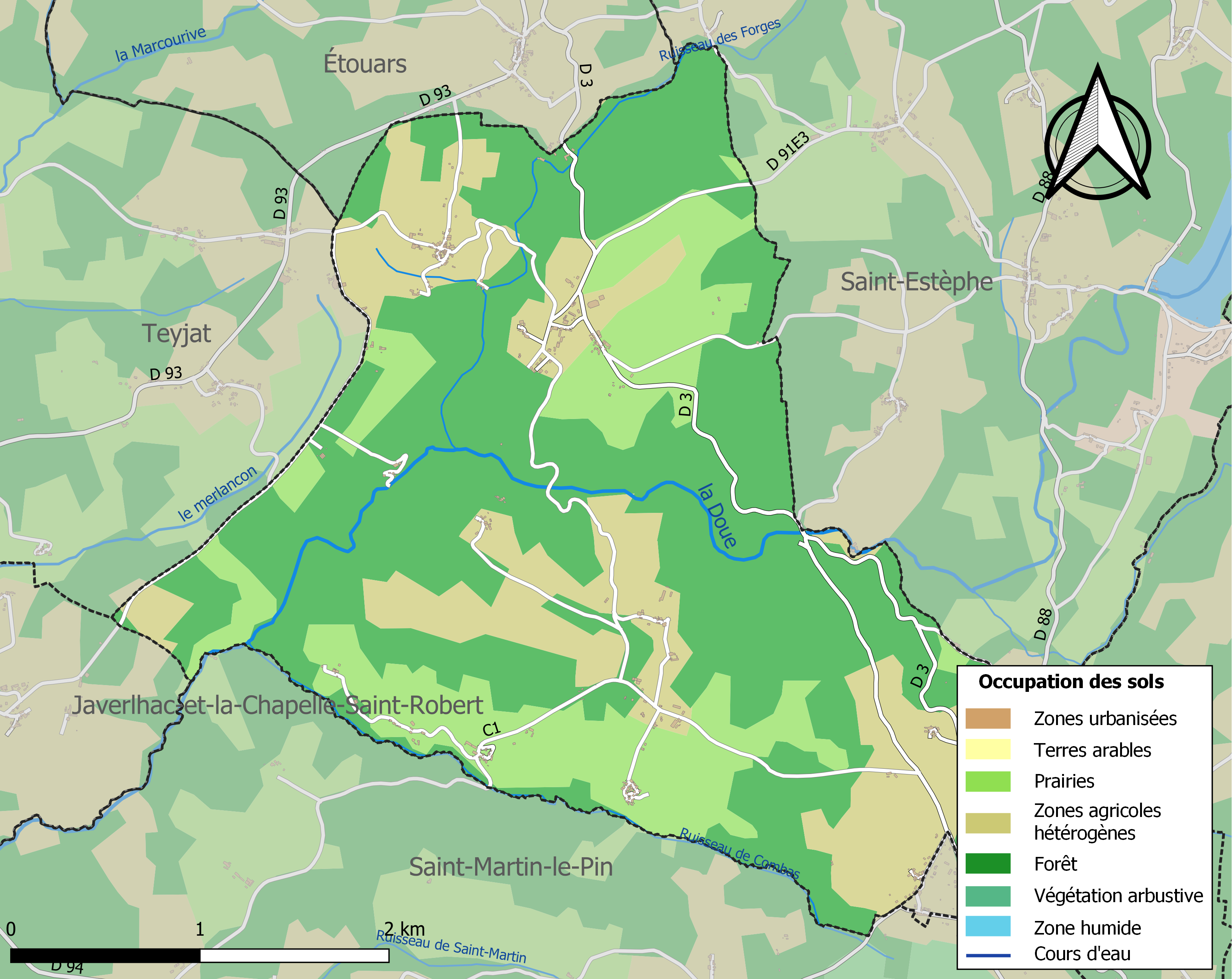
Carte des infrastructures et de l'occupation des sols de la commune en 2018 (CLC).

### Villages, hameaux et lieux-dits
Outre le bourg du Bourdeix proprement dit, le territoire se compose d'autres villages ou hameaux, ainsi que de lieux-dits :
- Bonnefont
- la Bosse
- Bouchardières
- Chez Carrier
- Chaffrelière
- la Chapoulie
- le Claud
- Combas
- le Débat
- le Doyer
- le Dubreuil
- les Forges
- la Grange
- les Grenouilles
- Moulin de Pinard
- le Moulin Rou
- Pay Blanc
- le Petit Pys
- Plaisance
- le Pont de Lavaud
- le Prieuré
- Puydivert
- les Queyroux
- Rapy
- la Renardière
- Rouméjoux
- Serpine.

### Prévention des risques
Le territoire de la commune du Bourdeix est vulnérable à différents aléas naturels : météorologiques (tempête, orage, neige, grand froid, canicule ou sécheresse), feux de forêts, mouvements de terrains et séisme (sismicité faible). Un site publié par le BRGM permet d'évaluer simplement et rapidement les risques d'un bien localisé soit par son adresse soit par le numéro de sa parcelle.
Le Bourdeix est exposée au risque de feu de forêt. L’arrêté préfectoral du 14 mars 2013 fixe les conditions de pratique des incinérations et de brûlage dans un objectif de réduire le risque de départs d’incendie. À ce titre, des périodes sont déterminées : interdiction totale du 15 février au 15 mai et du 15 juin au 15 octobre, utilisation réglementée du 16 mai au 14 juin et du 16 octobre au 14 février. En septembre 2020, un plan inter-départemental de protection des forêts contre les incendies (PidPFCI) a été adopté pour la période 2019-2029,.

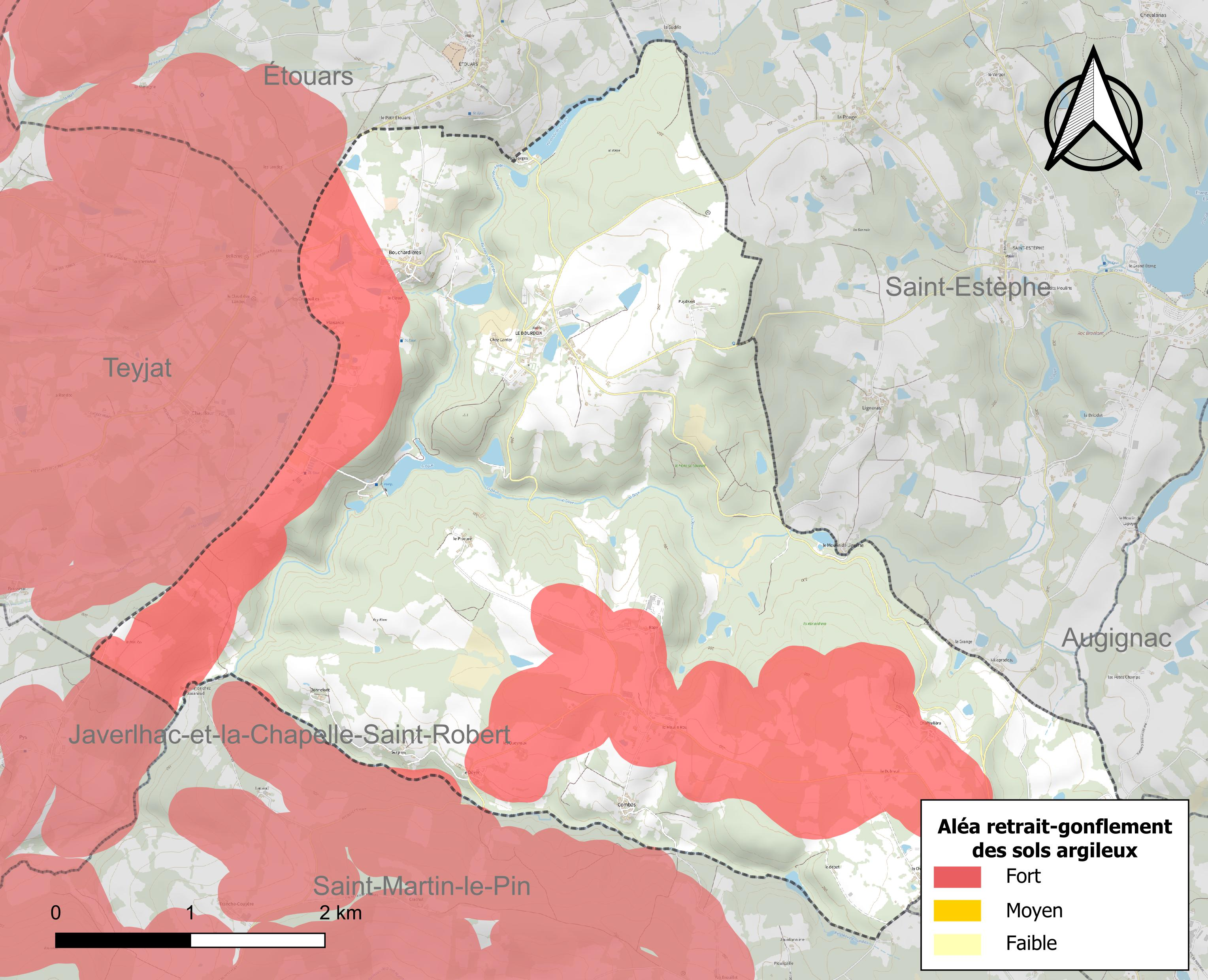
Carte des zones d'aléa retrait-gonflement des sols argileux du Bourdeix.

Les mouvements de terrains susceptibles de se produire sur la commune sont des tassements différentiels. Le retrait-gonflement des sols argileux est susceptible d'engendrer des dommages importants aux bâtiments en cas d’alternance de périodes de sécheresse et de pluie. 27 % de la superficie communale est en aléa moyen ou fort (58,6 % au niveau départemental et 48,5 % au niveau national métropolitain). Depuis le 1er octobre 2020, en application de la loi ÉLAN, différentes contraintes s'imposent aux vendeurs, maîtres d'ouvrages ou constructeurs de biens situés dans une zone classée en aléa moyen ou fort,.
La commune a été reconnue en état de catastrophe naturelle au titre des dommages causés par les inondations et coulées de boue survenues en 1982, 1983 et 1999 et par des mouvements de terrain en 1999.

## Toponymie
En occitan, la commune porte le nom de Lu Borg Dei ou Lubordelh.

## Politique et administration

### Rattachements administratifs et électoraux
Dès 1790, la commune du  Bourdeix est rattachée au canton de Javerlhac qui dépend du district de Nontron jusqu'en 1795, date de suppression des districts. Lorsque ce canton est supprimé par la loi du 8 pluviôse an IX (28 janvier 1801) portant sur la « réduction du nombre de justices de paix », la commune est rattachée au canton de Nontron dépendant de l'arrondissement de Nontron.
Dans le cadre de la réforme de 2014 définie par le décret du 21 février 2014, ce canton disparaît aux élections départementales de mars 2015. La commune est alors rattachée électoralement au canton du Périgord vert nontronnais.

### Intercommunalité
Fin 2002, Le Bourdeix intègre dès sa création la communauté de communes du Périgord Nontronnais. Celle-ci est dissoute au 31 décembre 2013 et remplacée au 1er janvier 2014 par la communauté de communes du Périgord vert nontronnais. Au 1er janvier 2017, celle-ci fusionne avec la communauté de communes du Haut-Périgord pour former la nouvelle communauté de communes du Périgord Nontronnais.

### Administration municipale
La population de la commune étant comprise entre 100 et 499 habitants au recensement de 2017, onze conseillers municipaux ont été élus en 2020,.

### Liste des maires
| Période                                  | Période  | Identité          | Étiquette            | Qualité |
| ---------------------------------------- | -------- | ----------------- | -------------------- | ------- |
| Les données manquantes sont à compléter. |          |                   |                      |         |
|                                          |          |                   |                      |         |
| mars 2001                                | mai 2020 | Alain Lapeyronnie | SE puis UMP puis DLF | Artisan |
| mai 2020                                 | En cours | Maurice Chabrol   |                      |         |

## Équipements et services publics

### Justice
Dans le domaine judiciaire, Le Bourdeix relève : 
- du tribunal judiciaire, du tribunal pour enfants, du conseil de prud'hommes et du tribunal de commerce de Périgueux ;
- du pôle Nationalité du tribunal judiciaire de Périgueux (compétent uniquement dans le domaine de la nationalité) ;
- de la cour d'appel, du tribunal administratif et de la  cour administrative d'appel de Bordeaux.

## Population et société

### Démographie
L'évolution du nombre d'habitants est connue à travers les recensements de la population effectués dans la commune depuis 1793. Pour les communes de moins de 10 000 habitants, une enquête de recensement portant sur toute la population est réalisée tous les cinq ans, les populations de référence des années intermédiaires étant quant à elles estimées par interpolation ou extrapolation. Pour la commune, le premier recensement exhaustif entrant dans le cadre du nouveau dispositif a été réalisé en 2007.

En 2022, la commune comptait 240 habitants, en évolution de +4,35 % par rapport à 2016 (Dordogne : +0,37 %, France hors Mayotte : +2,11 %).
| 1793 | 1800 | 1806 | 1821 | 1831 | 1836 | 1841 | 1846 | 1851 |
| ---- | ---- | ---- | ---- | ---- | ---- | ---- | ---- | ---- |
| 450  | 399  | 462  | 495  | 552  | 553  | 567  | 578  | 481  |

| 1856 | 1861 | 1866 | 1872 | 1876 | 1881 | 1886 | 1891 | 1896 |
| ---- | ---- | ---- | ---- | ---- | ---- | ---- | ---- | ---- |
| 575  | 537  | 515  | 540  | 513  | 540  | 529  | 548  | 552  |

| 1901 | 1906 | 1911 | 1921 | 1926 | 1931 | 1936 | 1946 | 1954 |
| ---- | ---- | ---- | ---- | ---- | ---- | ---- | ---- | ---- |
| 538  | 545  | 514  | 440  | 406  | 371  | 352  | 318  | 300  |

| 1962 | 1968 | 1975 | 1982 | 1990 | 1999 | 2006 | 2007 | 2012 |
| ---- | ---- | ---- | ---- | ---- | ---- | ---- | ---- | ---- |
| 296  | 254  | 207  | 212  | 230  | 229  | 251  | 254  | 240  |

| 2017 | 2022 | - | - | - | - | - | - | - |
| ---- | ---- | - | - | - | - | - | - | - |
| 226  | 240  | - | - | - | - | - | - | - |

## Économie

### Emploi
En 2015, parmi la population communale comprise entre 15 et 64 ans, les actifs représentent 105 personnes, soit 45,7 % de la population municipale. Le nombre de chômeurs (treize) est resté stable par rapport à 2010 et le taux de chômage de cette population active s'établit à 12,6 %.

### Établissements
Au 31 décembre 2015, la commune compte dix-neuf établissements, dont huit au niveau des commerces, transports ou services, quatre relatifs au secteur administratif, à l'enseignement, à la santé ou à l'action sociale, quatre dans l'industrie, deux dans la construction, et un dans l'agriculture, la sylviculture ou la pêche.

## Culture locale et patrimoine

### Lieux et monuments
- La tour du Bourdeix est le seul vestige de plusieurs châteaux. Le premier château fut détruit lors des guerres contre les Anglais sous Charles VII. Le deuxième château fut construit 50 mètres plus loin au XVe siècle, et un troisième près de l'église, au XVIIe siècle[62]. À la fin du siècle suivant, ces demeures existaient toujours[63]. Datant du XIIe – XIIIe siècle, la tour subsistante est inscrite au titre des monuments historiques en 1988[64].
- L'église Saint-Pierre et Saint-Paul, romane reconstruite vers 1600, est également inscrite au titre des monuments historiques depuis 1988[65].
- Le moulin de Pinard, qui produisait de la farine et de l'huile de noix.
- L'ancienne forge d'Étouars se trouve en fond de vallée, sur la route départementale no 3, en limite nord de la commune. La partie nord fait partie du territoire communal d'Étouars, et la partie sud de celui du Bourdeix.

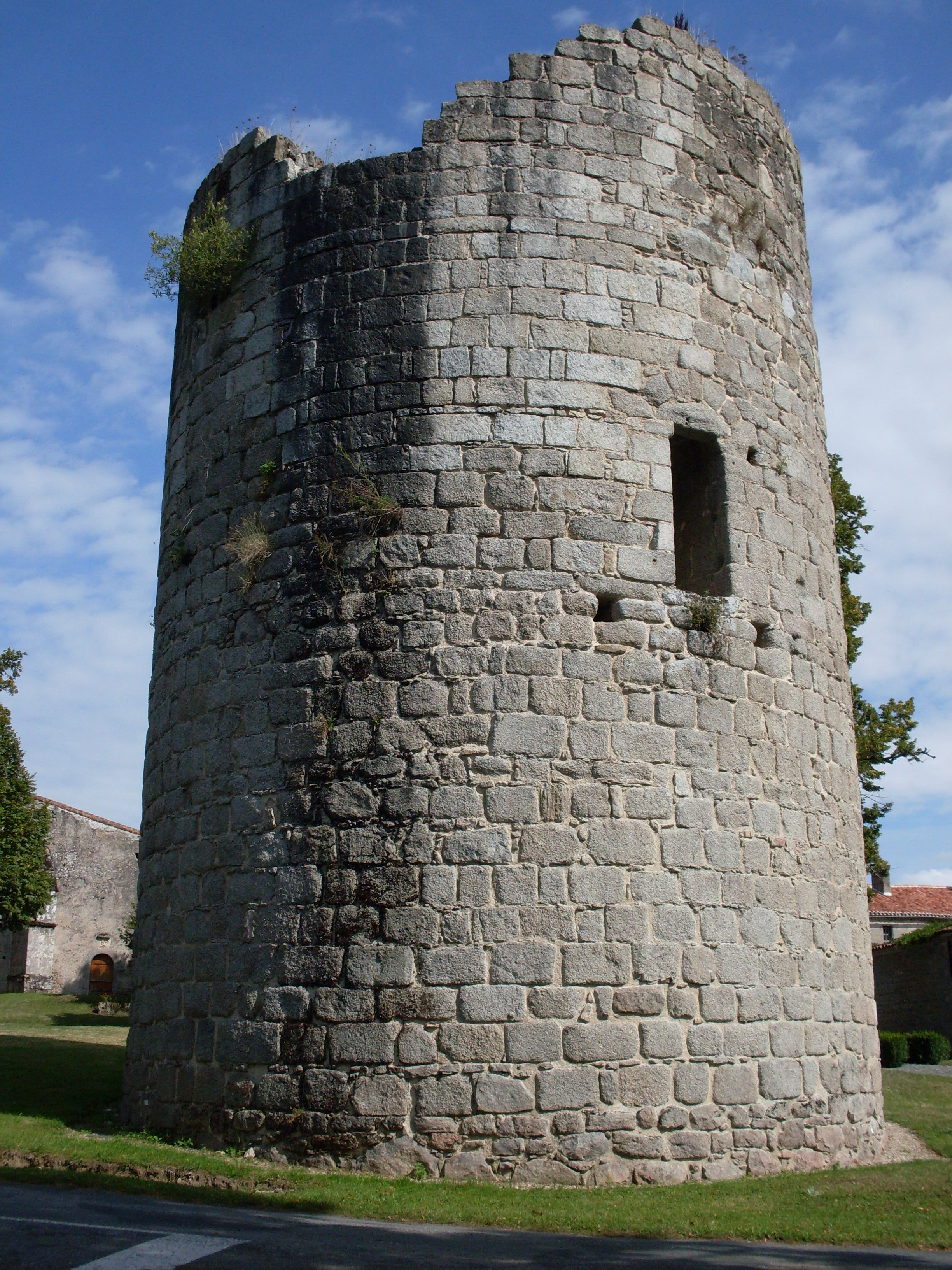
La tour du Bourdeix.
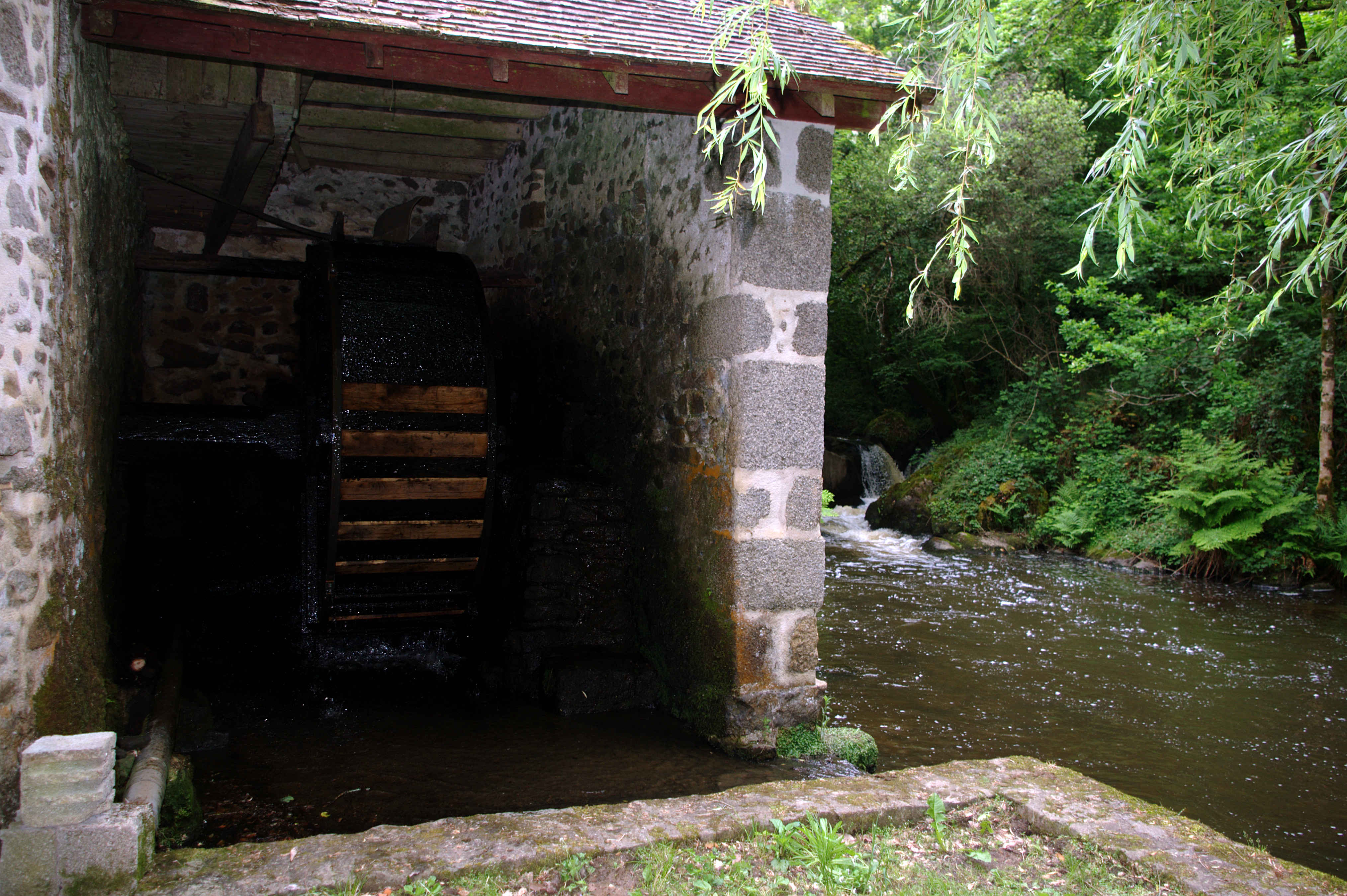
Le moulin de Pinard au bord de la Doue.

### Personnalités liées à la commune
- Jean Allafort (1741-1818), député de la Dordogne, est né au Bourdeix.

## Galerie

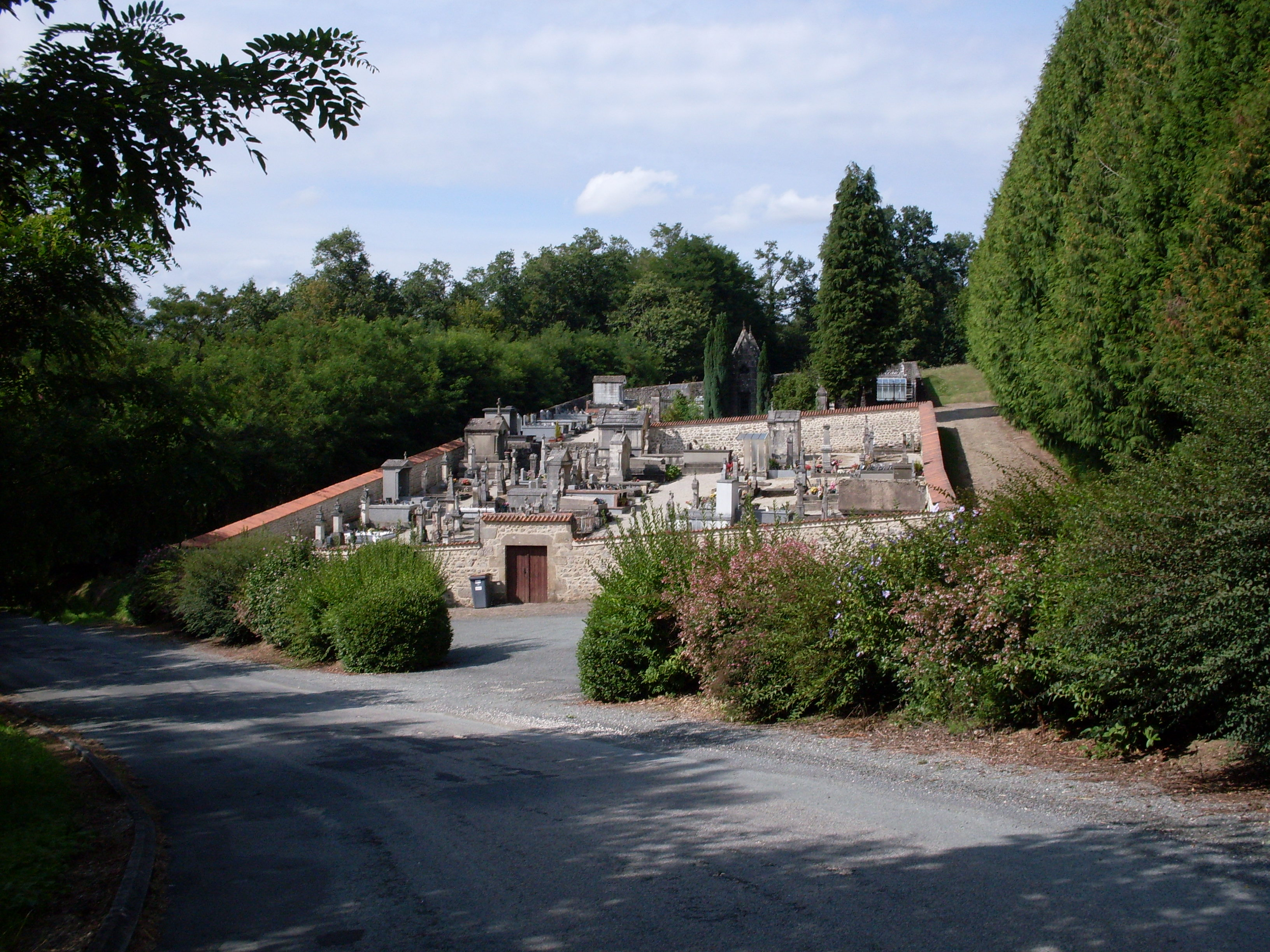
Le cimetière sur la route menant à Bouchardière.
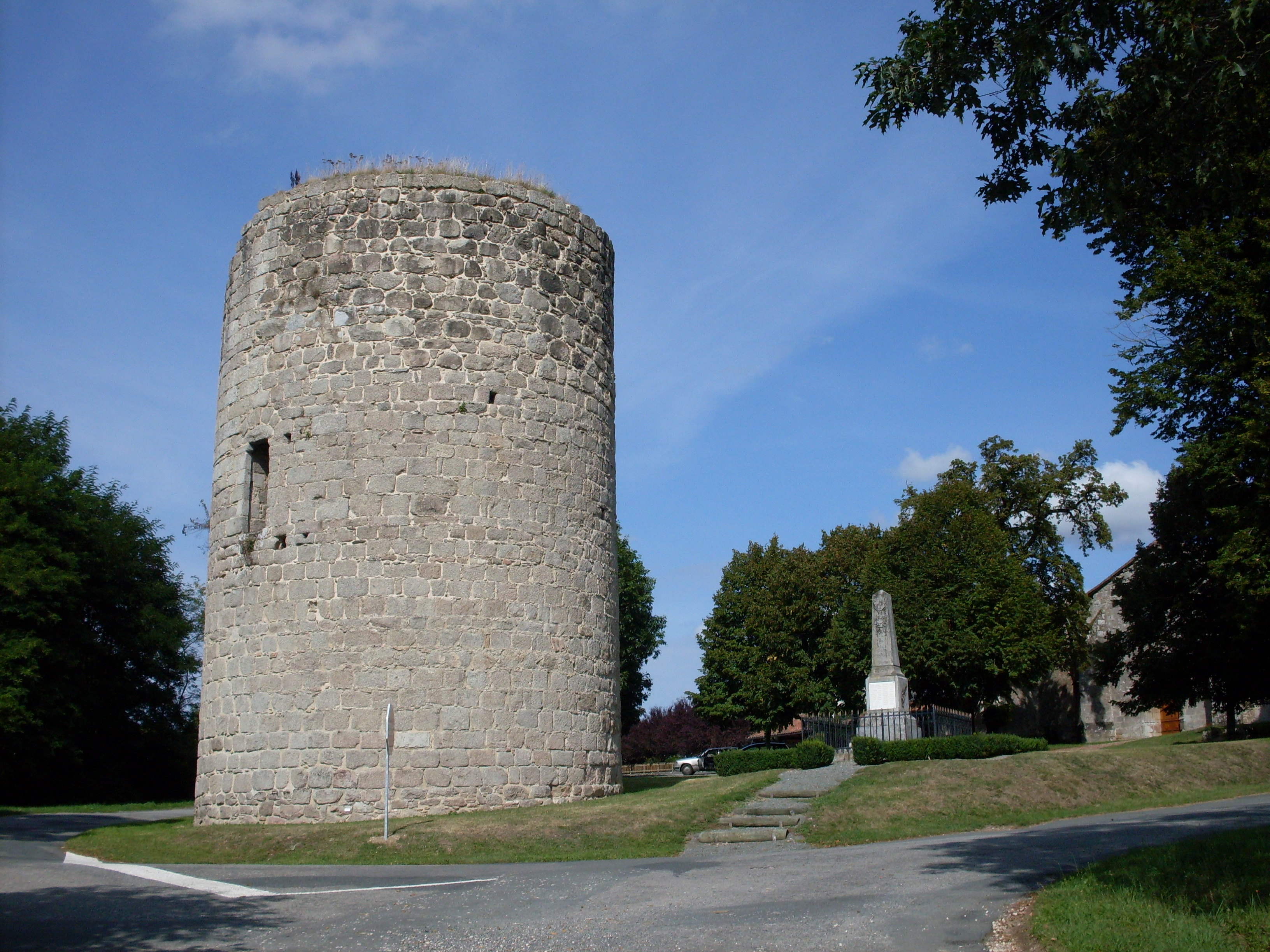
La tour et le monument aux morts, au fond à droite l'église.
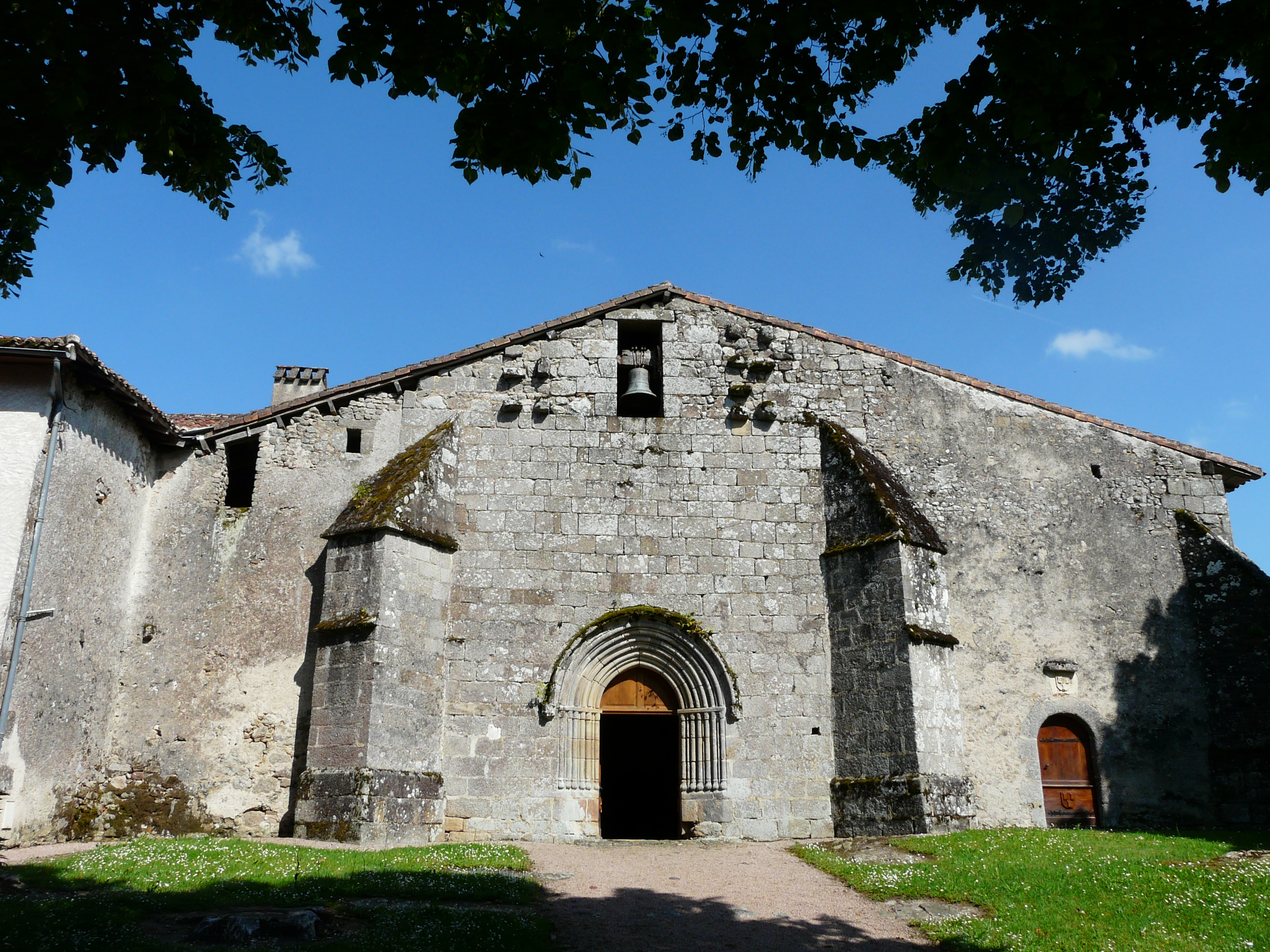
L'église.
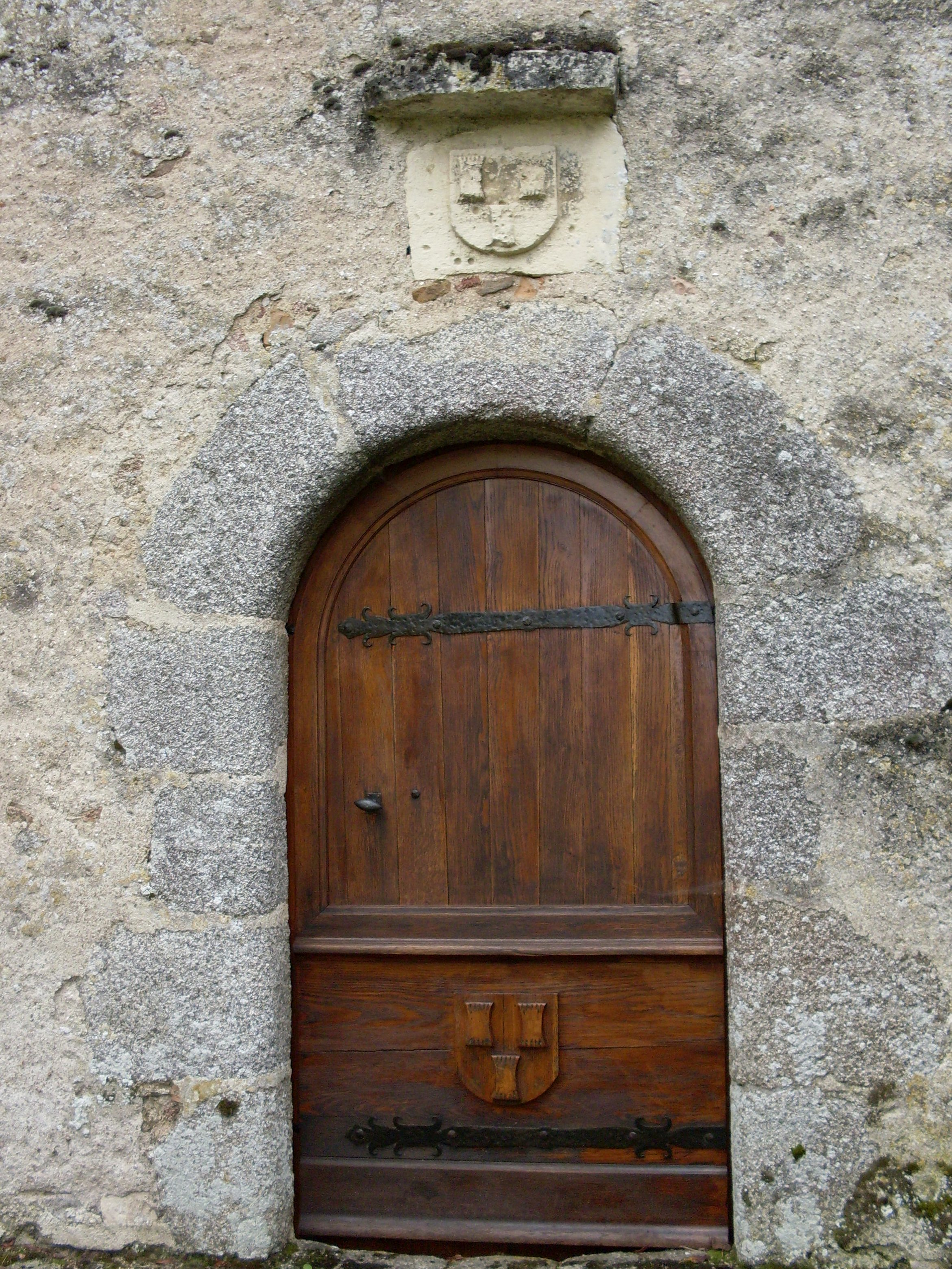
Porte de l'église avec le blason de la  famille Hélie de Colonges.
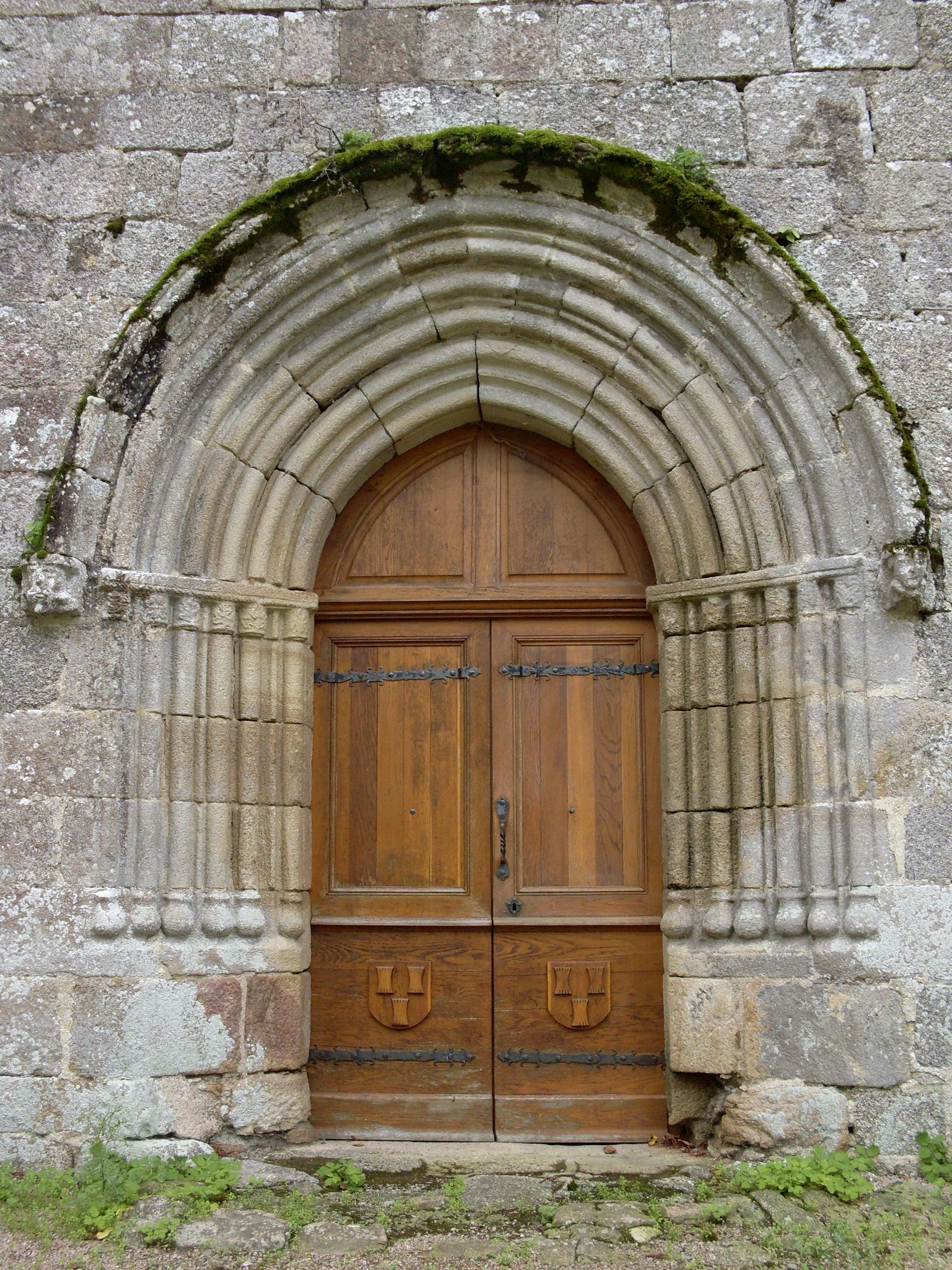
Porte romane de l'église.

## Pour approfondir